# Fugacitate
În termochimie, fugacitatea unui gaz real reprezintă presiunea parțială efectivă ce este utilizată pentru a determina cât mai corect constanta de echilibru. Fugacitatea măsoară abaterea de la starea de idealitate a unui gaz real și este egală cu presiunea corespunzătoare unui gaz ideal, care are același potențial chimic ca și gazul real. 
Relația dintre presiunea gazului ideal și fugacitatea se face cu ajutorul unui coeficient adimensional numit coeficient de fugacitate φ:
{\displaystyle \varphi ={\frac {f}{P}}\,}
De exemplu, pentru azot la 100 atm, coeficientul de fugacitate este 97,03 atm / 100 atm = 0,9703. Pentru un gaz ideal, fugacitatea și respectiv presiunea sunt egale, astfel încât coeficientul φ este egal cu 1.